# 暢快隨意
《暢快隨意》是香港歌手黎明的迷你專輯，收錄了3首歌曲，專輯於1995年11月由唱片公司寶麗金在台灣首次推出。

## 製作概念
1990年代，唱片公司有時會於發行唱片前，先推出一個簡單版本的迷你專輯，用於宣傳及試探市場反應，台灣寶麗金於1995年首次以這種形式為黎明宣傳唱片，於大碟《為何你不是我的未來》發行前推出前導專輯。這張專輯命名為「暢快隨意」，以黎明穿上白色休閒服的全身照作為封面，封套內頁印有「這次不想再用女性的角度來看黎明了」等介紹文字，專輯收錄了國語歌曲〈為何你不是我的未來〉及其卡拉OK版，以及粵語歌曲〈但願不只是朋友〉。

## 曲目列表
| CD       | CD                 | CD       | CD                           | CD           | CD       | CD   |
| 曲序     | 曲目               |          | 作曲                         | 编曲         | 备注     | 时长 |
| -------- | ------------------ | -------- | ---------------------------- | ------------ | -------- | ---- |
| 1.       | 為何你不是我的未來 | 陳冠蒨   | 陳冠蒨                       | 王豫民       |          | 4:57 |
| 2.       | 但願不只是朋友     | 林振強   | Masao Urino、Kisaburo Suzuki | Richard Yuen | 粵語歌曲 | 4:13 |
| 3.       | 為何你不是我的未來 |          |                              |              | 卡拉OK版 |      |
| 总时长： | 总时长：           | 总时长： | 总时长：                     | 总时长：     | 总时长： | 9:10 |